# Phronia minuta
Phronia minuta är en tvåvingeart som beskrevs av Landrock 1928. I den svenska databasen Dyntaxa används istället namnet Phronia longelamellata. Phronia minuta ingår i släktet Phronia och familjen svampmyggor. Arten är reproducerande i Sverige. Inga underarter finns listade i Catalogue of Life.